# Make Another World
Make Another World è il quinto album in studio del gruppo musicale rock scozzese Idlewild, pubblicato nel 2007.

## Tracce
1. In Competition for the Worst Time – 2:43
2. Everything (As It Moves) – 3:22
3. No Emotion – 3:04
4. Make Another World – 4:06
5. If It Takes You Home – 2:07
6. Future Works – 4:16
7. You and I Are Both Away – 3:50
8. A Ghost in the Arcade – 2:48
9. Once In Your Life – 4:29
10. Finished It Remains – 3:53

## Formazione
Gruppo
- Roddy Woomble - voce
- Rod Jones - chitarra, voce
- Colin Newton - batteria, percussioni
- Gareth Russell - basso
- Alla Stewart - chitarre, voce

Altri musicisti
- Inara George - voce
- Mick Cooke - tromba, corno francese
- Tom Smith - trombone